# Droga magistralna A21 (Litwa)
Droga magistralna A21, obwodnica Poniemunia (lit. Magistralinis kelias A21, Panemunės aplinkkelis) – droga magistralna o długości 4 km.  Łączy drogę A12 w Poniemuniu z granicą litewsko-rosyjską (obwód królewiecki) i dalej drogą regionalną 27A-004.
Arterię zbudowano w latach 2014–2015 w celu odciążenia przejścia granicznego Poniemuń – Sowieck oraz historycznego mostu im. Królowej Luizy.
Obecnie droga pozostaje nieużywana ze względu na nieoddane do użytku przejście graniczne, zlokalizowane po rosyjskiej stronie. Prawdopodobną datą otwarcia przejścia jest rok 2019.
Docelowo wraz z drogą 27A-004 ma pełnić rolę obwodnicy Sowiecka.